# Thecla peruensis
Thecla peruensis är en fjärilsart som beskrevs av Abel Dufrane 1939. Thecla peruensis ingår i släktet Thecla och familjen juvelvingar. Inga underarter finns listade i Catalogue of Life.